# Li Xueying
Li Xueying (Henan, 15 maggio 1990) è una sollevatrice cinese, vincitrice della medaglia d'oro a Londra 2012 e campionessa del mondo nel 2009.